# Jean-Baptiste Quéruel
Jean-Baptiste Quéruel (1779-1845) fue el inventor del método para la producción industrial de azúcar de remolacha.
Quéruel nació el 23 de noviembre de 1779 en Normandía en la aldea de La Perrochère en Saint-Quentin-les-Chardonnets, hijo de Jacques y Marie Anne Lebarbé, pero una calle de Tinchebray le dio su nombre.
A comienzos del siglo XIX, Quéruel fue contratado por Benjamin Delessert en su fábrica de azúcar en Passy, donde logró, a finales de 1811 con el desarrollo del proceso conducir a la fabricación de azúcar a escala industrial a partir de remolacha azucarera, dando por primera vez el ímpetu para la producción masiva de este nuevo tipo de azúcar.
Él muere el 20 de junio de 1845 en su casa de La Bichetière, en Tinchebray y fue enterrado junto a su esposa en el cementerio de Les Montiers. 
- Datos: Q3164389